# Epizoanthus parasiticus
Epizoanthus parasiticus is een Zoanthideasoort uit de familie van de Epizoanthidae. De wetenschappelijke naam van de soort is voor het eerst geldig gepubliceerd in 1882 door Hertwig.